# Подільська вулиця (Житомир)
Подільська вулиця — вулиця в Богунському районі міста Житомир.

## Розташування
Вулиця пролягає у центральній частині міста, а саме стародавній його частині — на Подолі. Бере початок з Троянівської вулиці, завершується кутком перед річкою Кам'янка на південь від перехрестя з Млиновою вулицею.

## Історія
Являє собою фрагмент стародавньої дороги від Житомирського замку до Троянова. Внаслідок формування у XVII — ХVIII століттях передмістя Поділ, початок дороги (до річки Кам'янка) поступово забудувався та отримав назву Подільська вулиця. Вулиця є однією з найстаріших у місті, що зберігає свою назву понад 250 років. 
Первинна забудова вулиці сформувалася до кінця ХІХ століття. У 1700 році на Подільській горі, яку огинає вулиця, збудовано Успенську церкву (перебудована у 1861 — 1882 рр.).